# 戈蘭高地

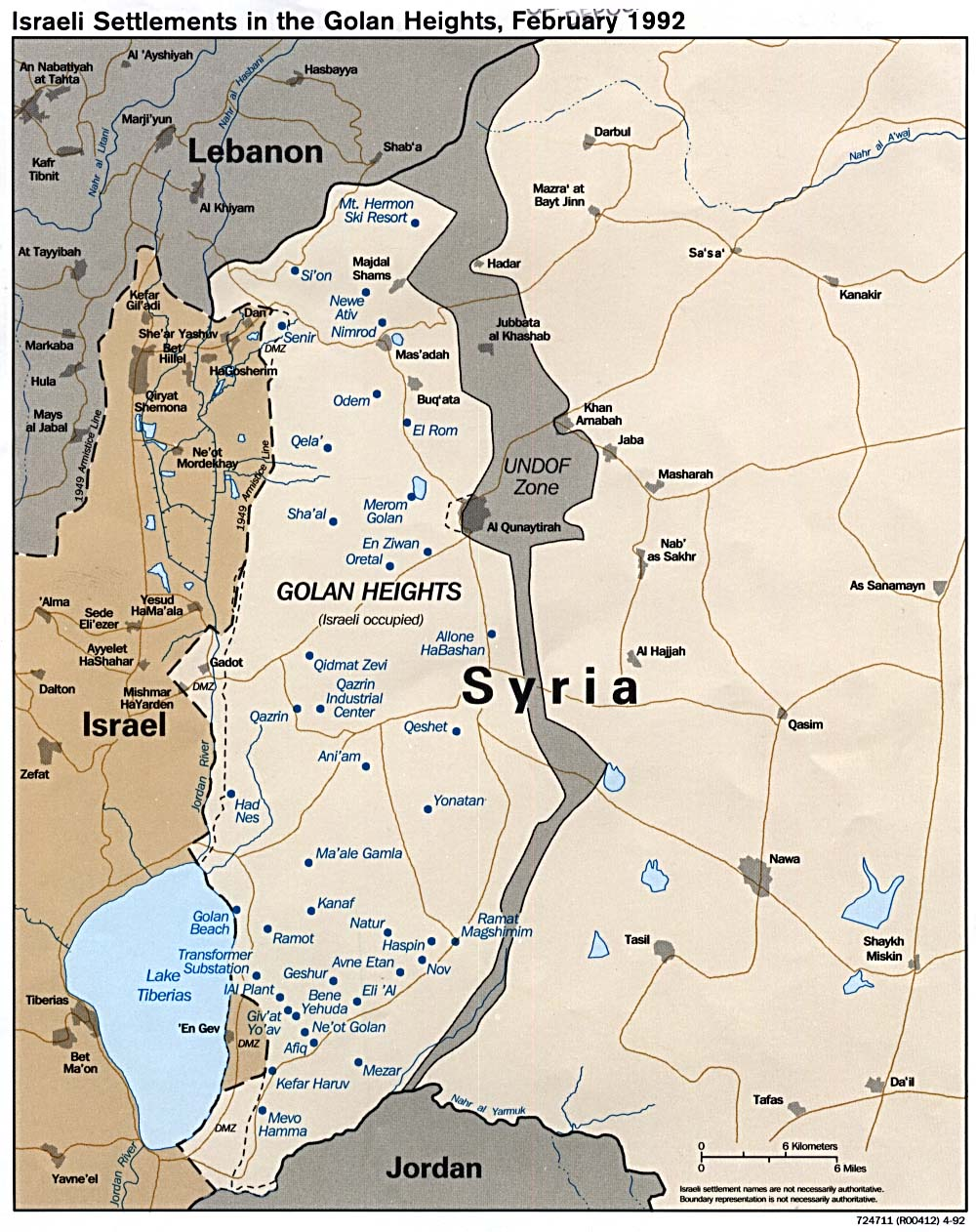
以藍色標示的地名是以色列移民社區，一些以黑色標示的戈兰高地的地方是德鲁兹人和高加索移民的社區。戈兰高地被黎巴嫩、叙利亚、约旦和以色列包圍。

戈兰高地（阿拉伯語：هَضْبَةُ الْجَوْلَانِ，羅馬化：Haḍbatu al-Jawlān，羅馬化：Ramat HaGolan）位于叙利亚西南部，约旦河谷地东侧。南北长71公里，中部最宽处约43公里，面积1,800平方公里。东到鲁卡德河、南到雅莫科河、北到黑門山东坡，其西南临约旦河上游的加利利海，具有丰富的水资源。海拔最高处為黑門山（2,814公尺）。
國際各国和联合国均承認戈兰高地為叙利亚的領土，但实际上该地区大部分被以色列国控制。该地区的三分之二在1967年第三次中东战争期间被以色列占领并划入北部区，聯合國在实控邊界設置了緩衝區；2024年末，在叙利亚阿萨德政权垮台之后，以色列往剩余三分之一的戈兰高地出兵。目前只有美国正式承认以色列对该地区拥有主权，西方各国实际上均默认了以色列管辖的现状。
戈兰高地南部为农耕区，北部的谢赫山麓为林木和灌丛所覆盖的牧场。居民约1.5萬人，大多是信奉德鲁兹教的阿拉伯人，大部分人拒绝加入以色列国籍而保留叙利亚国籍。
戈兰高地西面與以色列接壤，居高临下，是叙利亚西南边陲的战略要地，从戈兰高地可以俯瞰以色列加利利谷地。高地上公路交通网密布，库奈特拉为此地重镇，有公路直通叙利亚首都大马士革，只有60公里路程。

## 历史

### 古代歷史
戈蘭高地位於黑門山以南，自有人居住以來，就一直都是兵家必爭之地。根據考古紀錄，現時最早在當地居住的是亞摩利人，從公元前3千年到前2千年就已在當地居住。根據舊約聖經記載，以色列人從亞摩利人手中征服了戈蘭（當時戈蘭被稱為巴珊）。 在約書亞時期，巴珊地區居住著以色列兩個支派：但支派和瑪拿西半支派。 戈蘭是其中一個在舊約聖經中的逃城（避難城市）。 所羅門王任命了戈蘭地區的部長。之後，亞拉姆人（亞蘭人）佔領了當地。在以色列分裂成南北兩國時，巴珊地的南部是以色列王國的一部份，屬於拿弗他利支派。公元前8世紀時，被亞蘭王便哈達奪去。北國以色列的第四王朝君主亞哈後來打敗了便哈達，並從阿蘭人手上奪取戈蘭高地南部（參看《聖經‧列王紀上》20章）。
公元前7世紀，戈蘭高地落入亞述帝國手上，但很也又被新巴比倫帝國及波斯帝國人佔領。公元前5世紀，被擄走的以色列人被釋放後，有部份在這裡定居。
公元前4世紀，亞歷山大大帝東征，希臘帝國佔領了戈蘭高地。當地從此一直受到希臘文化所薰陶，直到羅馬帝國擴張至此為止。公元前2世紀中葉，當地受到塞琉西王朝襲擊。這時的戈蘭高地已不再屬於猶太人，但當時的猶太人祭師長瑪喀比仍然協助當地的猶太人去對抗塞琉西人。

### 近代歷史
1880年代，一些早期犹太复国主义者建立了一个名为Ranataniya的犹太社区，並試圖擺脫鄂圖曼帝國的統治，但不到一年就失敗。

### 现当代历史
第一次世界大战后，戈兰高地隶属于法国委任统治地叙利亚。英法分別委任統治巴勒斯坦和黎巴嫩、敘利亞。通過1921年的實地勘測和1922年的勘界報告，英法劃定了巴勒斯坦與黎巴嫩和敘利亞的邊界，並於1923年簽署批准書。1923年邊界線是得到國際承認的「國際邊界線」，它是法國同英國及巴勒斯坦猶太復國主義運動領導人經過激烈的討價還價後確定的。
1941年独立后的叙利亚拥有戈兰高地主权。1948年以色列国成立，之后與埃及、约旦、黎巴嫩和叙利亚等阿拉伯国家发生战事。叙利亚开始在戈兰高地修筑军用工事，并开始挖掘工程，意图改变从黑门山顺流南下的约旦河水源，掐断以色列的命脉。
1967年第三次中东战争期间，以色列擊敗了叙利亚，占領戈兰高地，大部分叙利亚居民也纷纷逃离戈兰高地。
1973年第四次中东战争爆发，叙利亚军队攻占谢赫山及以色列的一些阵地，进攻库奈特拉城并占领了周围的一些村庄。1974年5月31日，双方达成协议，以色列军队撤离戈兰高地东部的一狭长地带，让出库奈特拉城。设了1.2至3.6英里的缓冲地带，由联合国派部队进驻。之后，以色列在占领区内修建了数十个犹太人定居点。
1981年12月17日，联合国安理会一致通过497号决议，宣布以色列的“戈兰高地法”无效，要求以色列撤销其决定。
1992年9月，随着中东和谈的取得进展，俄罗斯提出一项以色列从戈兰高地部分撤军的方案。根据此项计划，戈兰高地将被划分为三区，分别由叙利亚、以色列和联合国管辖。并规定三方在辖区内的只能保留轻武器。依此计划戈兰高地的60%的土地将归还叙利亚，20%由以色列“租借”90年，餘部作为缓冲地带由多国聯合國维和部队控制。
1992年9月24日，在第六轮阿以双边会谈结束后，叙利亚拒绝讨论以色列从在戈兰高地部分撤军或任何有关戈兰高地的临时性计划。声明“只要有一寸阿拉伯领土置于以色列的占领下，就不可能在阿以之间实现真正的和平”。
1995年5月，叙利亚及以色列開始進行和談後，以色列对戈兰高地的态度发生转变，以色列总理伊扎克·拉宾声明，以色列可能准备交出戈兰高地，以换取中东和平。5月28日，以色列外长希蒙·佩雷斯曾向《新消息报》的记者说，“戈兰高地是叙利亚领土，我们是在叙利亚领土上定居的，我们不想继续保持对叙利亚领土的控制。”
1999年1月26日，以色列议会以54票赞成对30票反对，通过了由以色列工党联合政府中的第三道路党议员提出的关于以色列从戈兰高地撤军的“戈兰高地议案”，但以色列仍繼續控制戈蘭高地。
2016年4月17日，以色列總理內塔尼亞胡表示戈蘭高地是以色列不可分割的一部分，戈蘭高地將永遠留在以色列手中。
2019年3月22日，美國總統川普在推特上表示「52年過去了，美國該是時候承認以色列在戈蘭高地的主權」，以色列總理內塔尼亞胡也在推特上表達感謝。特朗普3月25日在白宫会晤内塔尼亚胡，宣布将正式承认以色列对戈兰高地的主权。
2024年12月8日，隨著敘利亞阿塞德政府的倒台，以色列從戈蘭高地發兵進一步入侵敘利亞。

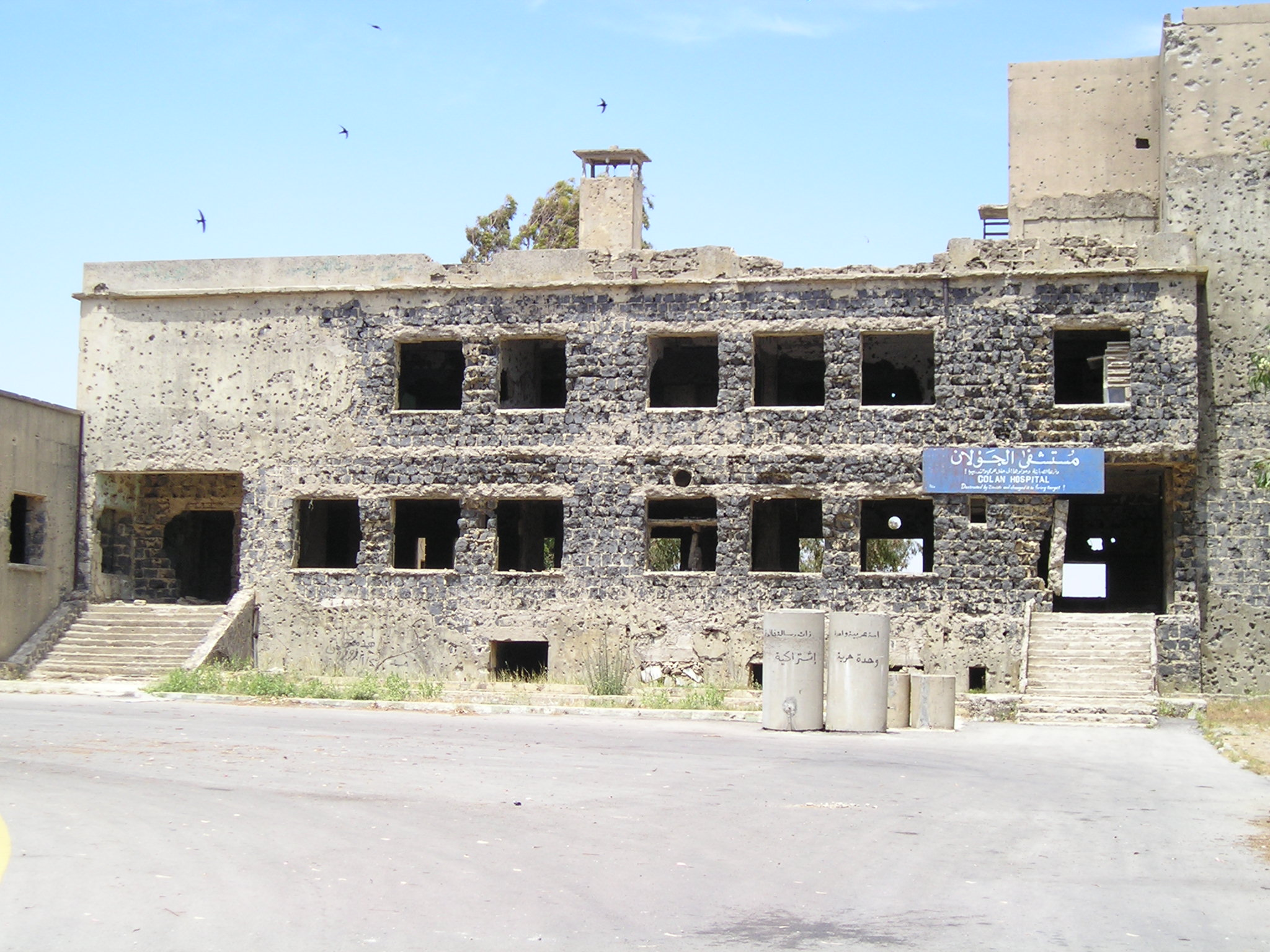
一間在戈兰高地的醫院。標語上寫著：“戈蘭醫院。被猶太復國主義者摧毀，並把它變成了射擊目標！” （原文如此）

## 定居點
- 特朗普高地

## 旅遊
- 兵頭山（Mount Bental）
- 黑門山（Mount Herman）

## 地理

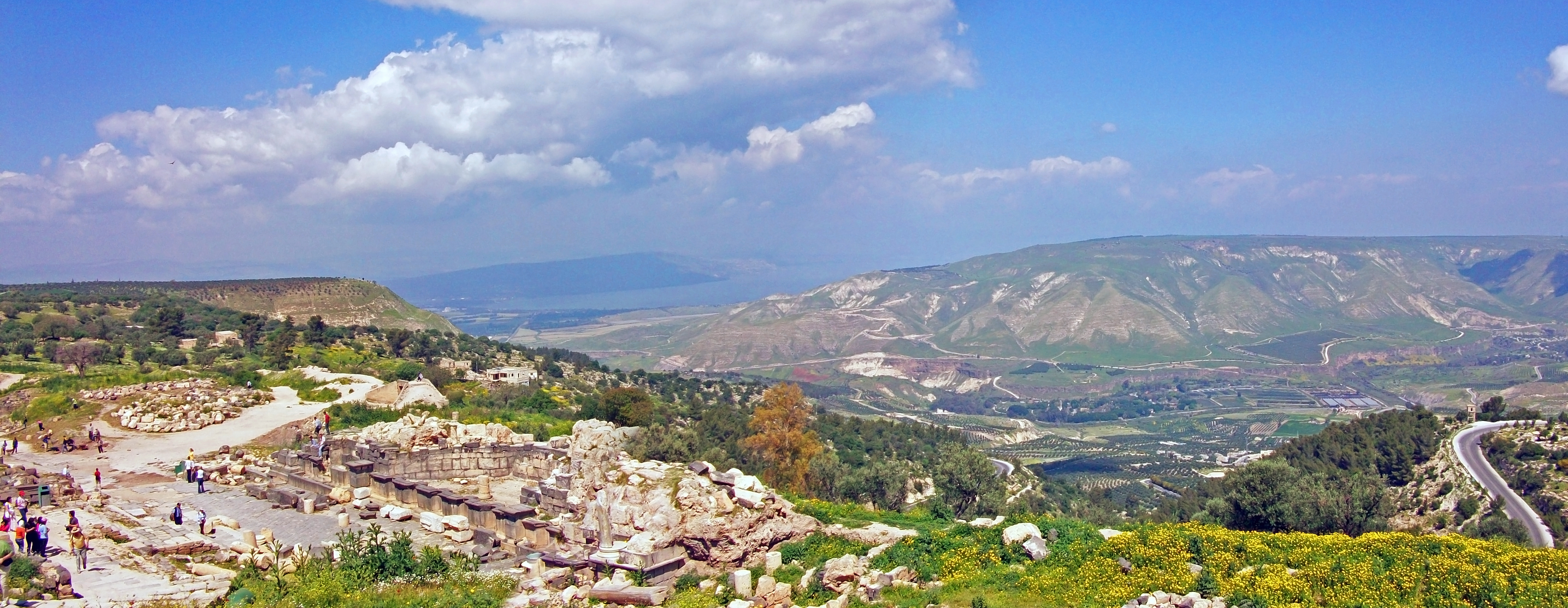
加利利海和戈蘭高地南部，來自約旦烏姆蓋斯。

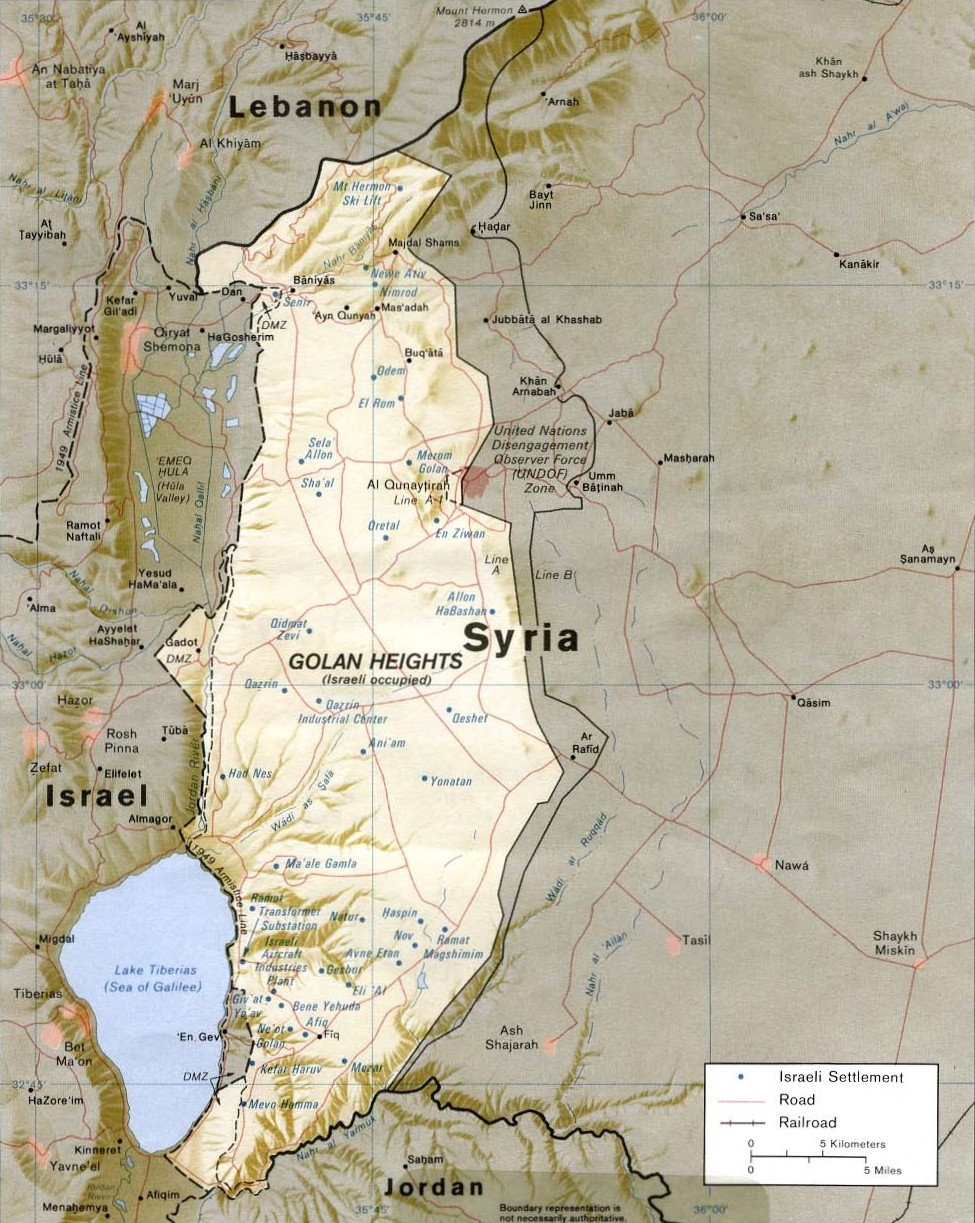
1994年CIA戈蘭高地及週邊地區地圖。

### 地質學
以色列控制的高原是向北和向東延伸的更大的火山玄武岩地區的一部分，這些火山玄武岩地區是在地質學上最近開始的一系列火山噴發中形成的，距今約400 萬年前。 形成戈蘭高地北部山區的岩石，從黑門山下降，在地質上與高原的火山岩不同，並且具有不同的地形。 這些山脈的特徵是顏色較淺的、侏羅紀時代的沉积岩灰岩。 局部地區，石灰岩被斷層和溶液通道破壞，形成喀斯特地形，其中常見泉水。
從地質角度來看，戈蘭高地和東部的豪蘭平原構成了全新世火山場，該火山場也向東北延伸，幾乎延伸至大馬士革。 該地區的大部分地區都散佈著休眠火山以及火山渣錐，例如迈季代勒舍姆斯。 高原上還有一個火山口湖，稱為 Birkat Ram（「公羊池」），由地表徑流和地下泉水供水。 這些火山地區的特徵是玄武岩基岩和風化作用形成的深色土壤。 玄武岩流覆蓋在南部雅莫科河沿岸暴露的較古老、顏色明顯較淺的石灰岩和泥灰岩上。